# Бланк, Анна Фадеевна
Анна Фадеевна Бланк (1 марта 1905, Белоручье Минской губернии — ?) — советский художник-модельер.

## Биография
Родилась в семье торговца Файбиша Мовшевича Бланка. В 1950—1952 годах занималась на курсах художников-модельеров при Институте усовершенствования ИТР Министерства лёгкой промышленности СССР. С 1936 художник-модельер, в период с 1944 по 1948 годы — главный художественный руководитель Московского Дома моделей, с 1948 по 1958 год — главный художественный руководитель Общесоюзного Дома моделей одежды.

В соавторстве с разными коллегами, с 50-х до 90-х годов, она написала не менее 5 книг на тему кройки и шитья.

## Книги
- «Раскрой, пошив и моделирование женской легкой одежды» [Текст]. — Москва : Лег. индустрия, 1979.
- «Конструирование и конструктивное моделирование женской одежды» / (совместно с З. М. Фоминой). — 2-е изд., перераб. и доп. — М. : Легпромбытиздат, 1990.
- «Практическая книга по моделированию женской одежды» / (совместно с З. М. Фоминой) — 2-е изд., перераб. и доп. — М. : Легпромбытиздат, 1991.
- «Моделирование и конструирование женской одежды» / (совместно с З. М. Фоминой). — [3-е изд.]. — М. : Легпромбытиздат, 1995
- «Русская народная одежда и современное платье» / (совместно с З. М. Фоминой). — М. : Лег. и пищ. пром-сть, 1982.
- Кройка женского платья [Текст] / А. Ф. Бланк и Ф. А. Гореленкова. — Москва : изд-во и тип. Гизлегпрома, 1950 (Ленинград).